# Брагансько-Мірандська діоцезія
Брага́нсько-Міра́ндська діоцезія (лат. Dioecesis Brigantiensis-Mirandensis; порт. Diocese de Bragança-Miranda) — діоцезія римського обряду Католицької церкви в Португалії, з центрами у містах Браганса і Міранда-ду-Дору. Охоплює терени Браганського округу. Входить до складу Бразької церковної провінції. Суфраганна діоцезія Бразької архідіоцезії. Заснована 27 вересня 1780 року. Голова — єпископ Браганський і Мірандський. Центральні храми — Старий Браганський, Новий Браганський  і Мірандський собори.  Площа — 6,545 км². Населення — 151,900 ос.; з них католики — 149,400 ос. (98.4%). Чинний голова — Жозе-Мануел Гарсія-Кордейру, єпископ Браганський і Мірандський. Стара назва до 1996 року — Брага́нська і Міра́ндська діоце́зія.

## Назва
- Брага́нсько-Міра́ндська діоце́зія (лат. Dioecesis Brigantiensis-Mirandensis;  порт. Diocese de Bragança-Miranda)
- Брага́нсько-Міра́ндське єпи́скопство (порт. Bispado de Bragança-Miranda)
- Брага́нська і Міра́ндська діоце́зія (лат. Dioecesis Brigantiensis et Mirandensis; порт. Diocese de Bragança e Miranda) — назва в 1780—1996 роках.
- Брага́нська діоце́зія (лат. Dioecesis Brigantiensis; порт. Diocese de Bragança) — назва частини діоцезії в 1770—1780 роках.
- Брага́нське єпи́скопство (порт. Bispado de Bragança)
- Мірандська діоце́зія (лат. Dioecesis Mirandensis;  порт. Diocese de Miranda) — назва діоцезії в 1545—1780 роках.
- Мірандське єпи́скопство (порт. Bispado de Miranda)

## Історія
23 березня 1545 року, за понтифікату римського папи Павла III і правління португальського короля Жуана III,  створена Мірандська діоцезія шляхом виокремлення зі складу Бразької архідіоцезії.
5 березня 1770 року, за понтифікату римського папи Пія VI, на прохання короля Жозе I, створено Браганську діоцезію шляхом виокремлення зі складу Мірандської діоцезії.
27 вересня 1780 року створено Браганську і Мірандську діоцезію шляхом об'єднання Браганської і Мірандської діоцезій.
20 квітня 1922 року створена Віла-Реальська діоцезія шляхом виокремлення зі складу Бразької архідіоцезії, Ламегської, Браганської і Мірандської діоцезій. 
27 травня 1996 року Браганська і Мірандська діоцезія перейменована на Брагансько-Мірандську діоцезію.

## Єпископи
- Жозе-Мануел Гарсія-Кордейру

## Статистика
Згідно з «Annuario Pontificio» і Catholic-Hierarchy.org:
| Рік  | Населення | Населення | Населення | Священики | Священики | Священики | Священики           | Диякони | Ченці    | Ченці | Парафії |
| Рік  | католики  | загалом   | %         | загалом   | секулярні | ченці     | вірних на священика | Диякони | чоловіки | жінки | Парафії |
| ---- | --------- | --------- | --------- | --------- | --------- | --------- | ------------------- | ------- | -------- | ----- | ------- |
| 1949 | 210.100   | 210.100   | 100,0     | 235       | 232       | 3         | 894                 |         |          | 45    | 315     |
| 1959 | 231.500   | 232.000   | 99,8      | 248       | 245       | 3         | 933                 |         | 3        | 97    | 315     |
| 1970 | 241.900   | 242.000   | 100,0     | 211       | 200       | 11        | 1.146               |         | 24       | 165   | 315     |
| 1980 | 208.500   | 209.500   | 99,5      | 174       | 171       | 3         | 1.198               |         | 7        | 107   | 315     |
| 1990 | 175.600   | 188.000   | 93,4      | 125       | 120       | 5         | 1.404               |         | 7        | 129   | 322     |
| 1999 | 155.600   | 157.716   | 98,7      | 126       | 119       | 7         | 1.234               | 4       | 9        | 127   | 324     |
| 2000 | 155.600   | 157.910   | 98,5      | 126       | 120       | 6         | 1.234               | 4       | 8        | 126   | 324     |
| 2001 | 155.600   | 157.910   | 98,5      | 123       | 117       | 6         | 1.265               | 4       | 8        | 132   | 324     |
| 2002 | 147.339   | 148.839   | 99,0      | 114       | 107       | 7         | 1.292               | 4       | 11       | 128   | 324     |
| 2003 | 147.339   | 148.839   | 99,0      | 112       | 104       | 8         | 1.315               | 4       | 11       | 122   | 324     |
| 2004 | 147.339   | 148.830   | 99,0      | 107       | 99        | 8         | 1.377               | 4       | 10       | 132   | 324     |
| 2006 | 147.300   | 148.839   | 99,0      | 109       | 101       | 8         | 1.351               | 4       | 13       | 128   | 326     |
| 2012 | 149.400   | 151.900   | 98,4      | 90        | 82        | 8         | 1.660               | 4       | 10       | 104   | 326     |
| 2015 | 148.000   | 150.600   | 98,3      | 80        | 72        | 8         | 1.850               | 8       | 12       | 107   | 326     |